# Lijst van voetbalinterlands Britse Maagdeneilanden - Suriname
Deze lijst van voetbalinterlands is een overzicht van alle officiële voetbalwedstrijden tussen de nationale teams van de Britse Maagdeneilanden en Suriname. De landen speelden tot op heden twee  keer tegen elkaar. De eerste ontmoeting, een kwalificatiewedstrijd voor de Caribbean Cup 2012, werd gespeeld in Rivière-Pilote (Martinique) op 7 september 2012. Het laatste duel, een kwalificatiewedstrijd voor de CONCACAF Nations League 2019/20, vond plaats op 13 oktober 2018 in Paramaribo.

## Wedstrijden
| № | Plaats         | Datum            | Competitie                                   | Wedstrijd                  | Uitslag |
| - | -------------- | ---------------- | -------------------------------------------- | -------------------------- | ------- |
| 1 | Rivière-Pilote | 7 september 2012 | Caribbean Cup 2012 kwalificatie              | Br. Maagdeneil. – Suriname | 0 – 4   |
| 2 | Paramaribo     | 13 oktober 2018  | CONCACAF Nations League 2019/20 kwalificatie | Suriname – Br. Maagdeneil. | 5 – 0   |

## Samenvatting
| Competitie                           | Totaal gespeeld | Winst Br. Maagdeneil. | Gelijk | Winst Suriname | Doelsaldo Br. Maagdeneil. – Suriname |
| ------------------------------------ | --------------- | --------------------- | ------ | -------------- | ------------------------------------ |
| CONCACAF Nations League-kwalificatie | 1               | 0                     | 0      | 1              | 0 − 4                                |
| Caribbean Cup-kwalificatie           | 1               | 0                     | 0      | 1              | 0 − 5                                |
| Totaal                               | 2               | 0                     | 0      | 2              | 0 − 9                                |

Wedstrijden bepaald door strafschoppen worden, in lijn met de FIFA, als een gelijkspel gerekend.
BVIFA · A-internationals · vrouwenelftal
Amerikaanse Maagdeneilanden ·
Anguilla ·
Antigua en Barbuda ·
Aruba ·
Bahama's ·
Barbados ·
Bermuda ·
Cuba ·
Curaçao ·
Dominica ·
Dominicaanse Republiek ·
Grenada ·
Guatemala ·
Haïti ·
Kaaimaneilanden ·
Montserrat ·
Puerto Rico ·
Saint Kitts en Nevis ·
Saint Lucia ·
Saint Vincent en de Grenadines ·
Suriname ·
Trinidad en Tobago ·
Turks- en Caicoseilanden
SVB · 
Surinaams vrouwenelftal · 
Olympisch elftal
1934 – 1939 ·
1940 – 1949 ·
1950 – 1959 ·
1960 – 1969 ·
1970 – 1979 ·
1980 – 1989 ·
1990 – 1999 ·
2000 – 2009 ·
2010 – 2019 ·
2020 – 2029
Anguilla ·
Antigua en Barbuda ·
Aruba ·
Barbados ·
Bermuda ·
Britse Maagdeneilanden ·
Canada ·
Costa Rica ·
Cuba ·
Curaçao ·
Denemarken ·
Dominica ·
Dominicaanse Republiek ·
El Salvador ·
Grenada ·
Guatemala ·
Guyana ·
Haïti ·
Honduras ·
India ·
Jamaica ·
Kaaimaneilanden ·
Mexico ·
Montserrat ·
Nederland ·
Nederlandse Antillen ·
Nicaragua ·
Puerto Rico ·
Saint Kitts en Nevis ·
Saint Lucia ·
Saint Vincent en de Grenadines ·
Thailand ·
Trinidad en Tobago